# Цакалова къща
Цакаловата къща (на гръцки: Αρχοντικό Τσακάλη) е възрожденска къща в град Костур, Гърция.
Къщата е разположена в южната традиционна махала Долца (Долцо) на улица „Алкивиадис“ № 11, на кръстовището с улица „Наум Цакалис“. Изградена е в 1896 година от Цакалис. По-късно става собственост на Н. Хтистопулос, притежател на магазин в Долца. В 2003 година става собственост на Хадзилеонитадис. Къщата е двуетажна и е отлично запазена.